# نابو شوم ليبور
نبو-شومو-ليبور، ويعني "يا نابو، ليُرزق ذريتي/الابن بصحة جيدة" (حكم حوالي 1029-1022 قبل الميلاد)، كان الملك الحادي عشر والأخير من سلالة إيسن الثانية، السلالة البابلية الرابعة. قد سبقه مردوخ زير. حكم خلال فترة من عدم الاستقرار بسبب غزوات الجماعات الآرامية الرحل في شمال غرب بابل.
هناك القليل جدًا من المواد الموجودة عن حكمه. النص القانوني المصور يعود إلى عامه الأول. تم العثور عليه في كار بيليت إيلاني بالقرب من مدينة نيبور، ويوضح بالتفصيل سداد نوسكو-زيرا-إيدينا،السانداباكو (منصب في بلاد الرافدين)، أو حاكم نيبور، بالأرض، بعد أن فدى رجلاً يُدعى موداميقو من "العدو". تم دفع الثمن عينيًا، مع إدراج النص لمختلف العناصر التي قدمها المشتري مع ما يعادلها نقدًا، بإجمالي 420 شيكل.نُشر لأول مرة في عام 1983 ويوفر النص أقدم سعر مسجل للحديد، حيث تم تقييم خنجر حديدي بوزن غير محدد بشيكلين من الفضة. شهد ذلك أحد عشر فردًا يمثلون نداء الأسماء للنخبة في نيبور ويتم استدعاء الإله نينورتا كإله راعي للحدود. 
عُثر على ثقل بطة حجري منقوش عليه "نابو-شوما-ليبور"، وعنوانه المتفائل "شار كيشتاتي" (ملك العالم)، في قصر نمرود الشمالي الغربي، حيث حُفظ كقطعة أثرية، وأعاد عالم الآشوريات لايارد اكتشافه في منتصف القرن التاسع عشر، وربما يُشير إلى استمرار التجارة. وُضعت عليه علامة وزنها 30 منا (حوالي 15 كيلوغرامًا).
الأحداث التي وقعت في نهاية عهده غير معروفة، لكن شمال بابل كان قد اجتاحته جماعات آرامية من الغرب، وتبعت السلالة سلالة سيلاند الثانية عندما انفصل جزء كبير من جنوب بلاد ما بين النهرين.